# Bloody Murder 2: Closing Camp
Bloody Murder 2: Closing Camp (titulada en el Reino Unido Halloween Camp, en España Campamento infernal y en México Campamento de terror) es una película estadounidense de género terror y gore estrenada en 2003. Es la secuela de Bloody Murder. La película trata sobre un grupo de jóvenes monitores de campamento que son asesinados poco a poco a manos de un asesino sanguinario que utiliza la leyenda de Trevor Moorhouse para cometer sus crímenes. Fue estrenada en el año 2003, bajo el nombre de Bloody Murder II en EE. UU. y Campamento Infernal en España. Es mucho más oscura y violenta que su antecesora, además, se plagiaron contenidos tanto de la serie Viernes 13 como de la serie Halloween, motivo por el cual se tituló en Reino Unido Halloween Camp.

## Argumento
Han pasado ya cinco años desde que tuvieron lugar los famosos asesinatos de Nelson Hammond en el Campamento Placid Pines y éste finalmente ha vuelto a abrir sus puertas. Tras la marcha de todos los niños, la primera noche que los monitores están solos, celebran el éxito que ha sido este verano. Sin embargo, no tardarán en cometerse nuevos crímenes relacionados con la leyenda del asesino Trevor Moorhouse.

## Reparto
- Katy Woodruff como Tracy.
- Amanda Magarian como Sophie.
- Kelly Gunning como Mike.
- Tiffany Shepis como Angela.
- Raymond Novarro Smith como Elvis.
- Arthur Benjamin como Rick.
- Tom Mullen como
- Lane Anderson como James.
- Virginia Mendoza como Juanita.
- John Colton como Sheriff Miller / Clayton Moorhouse.
- Carl Strecker como Diputado Tim.
- Benjamin Schneider como Diputado Carver.
- Tyler Sedustine como Jason.